# آيت غانم (سيدي بوخلخال)
آيت غانم هي إحدى مشيخات المملكة المغربية، تتبع جغرافيا لإقليم الخميسات وإداريًا لسيدي بوخلخال. يقدر عدد سكانها بـ 4356 نسمة حسب الإحصاء الرسمي للسكان والسكنى لسنة 2004.